# 2e bataillon de volontaires de la Haute-Loire
Le 2e bataillon de volontaires nationaux de la Haute-Loire, était une unité militaire de l’armée française créée sous la Révolution française. Il fut également appelé plus simplement 2e bataillon de la Haute-Loire,

## Création et différentes dénominations
Le 2e bataillon de volontaires de la Haute-Loire est formé le 19 octobre 1792 à 9 compagnies.
- Lors de la première réorganisation, l'embrigadement du 2e bataillon de volontaires de la Haute-Loire n’est effectif que le 27 ventôse an IV (17 mars 1796), en raison du manque de troupe de ligne[1] et est amalgamé pour former la 211e demi-brigade de première formation avec
- le 4e bataillon de volontaires de l'Ardèche  et
- le 5e bataillon de volontaires de la Corrèze.

## Commandant
- Dominique Rome, né au Puy en 1759.

## Historique des garnisons, combats et batailles

### 1792
Formé le 19 octobre 1792, le 2e bataillon est envoyé, en garnison à Saint-Étienne, dans le département de Rhône-et-Loire avant d’être envoyé, mi-novembre, à Aurillac dans le Cantal. 

Du 15 décembre 1792 au 11 janvier 1793 il est de retour en Haute-Loire où il prend ses cantonnements d'hiver à Brioude et Yssingeaux.

### 1793
Rattaché à l'Armée des Alpes, les 580 hommes (31 officiers et 549 soldats), du bataillon sont envoyés à Grenoble où l'effectif atteint 718 hommes le 20 mai.

Le 30 juin, il est envoyé au fort des Têtes, à Briançon dans le cadre de la conquête de la Savoie.

Le 1er octobre, sous les ordres de l'adjudant-général Gilbert Marie Prisye, il participe, avec le 4e bataillon de chasseurs (ci-devant Corses) et les 4e et 6e bataillons de volontaires de l'Ain, à la bataille de Valmeinier et au combat de Pierre-Benoît et oblige les Piémontais à regagner les vallées d'Aoste, de Suse et de Pragela.  .

Affecté à la brigade Gouvion, division du général Dours, il prend ses quartiers d'hiver dans le Faucigny, à Carouge, puis à Saint-Jean-de-Maurienne.

### 1794
Le 27 janvier 1794, le bataillon, qui ne compte plus que 532 hommes, est renforcé de 325 volontaires originaires du district de Pont-de-Vaux dans le département de l'Ain.
D'avril à juin, le bataillon participe aux combats menés pour le contrôle du massif du Mont-Cenis puis en juillet il cantonne au Nord de Pragelato, dans la vallée de la Suse et participe à une attaque pour prendre Exilles défendue par les troupes piémontaises.
Le 4 septembre, il passe par les cols du Sautron et des Monges, tous deux situés sur la frontière à l'Est de Larche, refoule les Piémontais, et se retire après avoir enlevé du bétail.

### 1795
Rattaché à l'armée d'Italie le 19 juin 1795, les 508 hommes du bataillon font partie du corps du général Pijon qui occupe le plateau de Viozène (it), et Ponte di Nava (it).

Passé dans la division Sérurier, il participe, les 22-23 novembre, à la bataille de Loano. Son effectif passe alors à 310 hommes.

### 1796
Lors de la première réorganisation, son embrigadement n'est effectif que le 27 ventôse an IV (17 mars 1796). En raison du manque de troupe de ligne l'amalgame est constitué uniquement de bataillons de volontaires. C'est ainsi que le 2e bataillon de volontaires de la Haute-Loire est amalgamé avec 
- le 4e bataillon de volontaires de l'Ardèche  et
- le 5e bataillon de volontaires de la Corrèze

pour former la 211e demi-brigade de première formation.
Il est ensuite cantonné à Borghetto et Ceriale.
3 mois plus tard, lors du deuxième amalgame, la 211e demi-brigade entre dans la composition de la 18e demi-brigade de deuxième formation formée avec les
- 2e bataillon de la 45e demi-brigade de première formation ( 1er bataillon du 23e régiment d'infanterie (ci-devant Royal), 1er bataillon de volontaires des Basses-Alpes et 1er bataillon de volontaires de la Lozère )
- 69e demi-brigade de première formation ( 1er bataillon du 35e régiment d'infanterie (ci-devant Aquitaine), 1er bataillon de volontaires des Hautes-Alpes et 3e bataillon de volontaires de la Drôme )
- 5e demi-brigade provisoire de première formation (1er bataillon de volontaires du Mont-Blanc, 1er bataillon des grenadiers des Basses-Alpes et 5e bataillon de volontaires de l'Ardèche)
- 6e demi-brigade provisoire de première formation (4e bataillon de volontaires du Tarn, 5e bataillon de volontaires du Lot et 8e bataillon de volontaires de la Haute-Garonne)
- 1er bataillon de grenadiers de Paris
- 3e bataillon de volontaires des Côtes-du-Nord